# セサール・カンチラ
セサル・カンチーラ（César Canchila、男性、1982年3月15日 - ）は、コロンビアのプロボクサー。身長163cm。元WBA世界ライトフライ級暫定王者。

## 戦績
2001年6月8日、プロデビュー。
2002年10月5日、コルドバ県モンテリーアでコロンビアライトフライ級王者ヘスス・ホセ・オスピノ（ コロンビア）と対戦し、3-0の判定勝ちを収め、王座獲得に成功した。
2003年12月17日、サン・アンドレス・イ・プロビデンシア県サン・アンドレスでマイケル・アランゴ（ コロンビア）と対戦し、プロ初黒星となる4回TKO負けを喫した。
2006年10月21日、アトランティコ県バランキヤで行われたWBOラテンアメリカライトフライ級王座決定戦でグスタボ・ベラ（ ベネズエラ）と対戦し、1回2分17秒KO勝ちを収め王座獲得に成功した。
2007年3月2日、アトランティコ県バランキヤで行われたWBOラテンアメリカライトフライ級王座の初防衛戦並びにWBAフェデラテンライトフライ級王座決定戦でミゲル・テレスと対戦し、12回TKO勝ちを収め、WBOラテンアメリカ王座の初防衛、WBAフェデラテン王座の獲得に成功した。
2008年7月26日、ラスベガスのMGMグランドでジョバンニ・セグラ（ メキシコ）とWBA世界ライトフライ級暫定王座決定戦を行い、3-0（115-112、2者が117-110）の判定勝ちを収め、王座獲得に成功した。
2009年3月14日、メキシコバハ・カリフォルニア州メヒカリで行われたジョバンニ・セグラと再戦し、4回2分59秒TKO負けを喫し初防衛に失敗、王座から陥落した。
2009年12月19日、ニカラグアマナグアでジョンリル・カシメロ（ フィリピン）とWBO世界ライトフライ級暫定王座決定戦を行い、判定では3-0（95-94、95-94、95-94）とリードしていたが、11回1分40秒TKO負けを喫し王座獲得に失敗、ライトフライ級2冠にも失敗した。

## 獲得タイトル
- コロンビアライトフライ級王座
- WBOラテンアメリカライトフライ級王座
- WBAフェデラテンライトフライ級王座
- WBA世界ライトフライ級暫定王座（防衛0）